# Talismanen
Talismanen är en fantasy- och skräckroman av Stephen King och Peter Straub från 1984. Den kom ut i svensk översättning 1986.
Den unge pojken Jack Sawyer lever tillsammans med sin döende mor Lily på ett ödsligt badhotell på flykt från sin döde fars kompanjon som vill ta över moderns del av företaget och inte skyr några medel.
En dag när Jack är ute och går träffar han på ett nedlagt nöjesfält "Speedy" Parker som ger honom i uppdrag att hitta Talismanen och rädda både sin döende mor och hennes "motsvarighet" i parallellvärlden Territorierna. Han får också en magisk dryck som gör så att han kan färdas mellan världarna utan problem. Både Jacks mor och hans motståndare har sina personliga motsvarigheter i Territorierna. Jack själv har ingen "tvilling", eftersom denne dött.
På vägen träffar han på många intressanta människor och varelser som både hjälper honom och förvärrar saker. Han får ständigt akta sig för fällor som Morgan Sloats (faderns kompanjon) tvilling Morgan av Orris gillrar för honom, och han får också reda på att hans far blev mördad.
Det finns en uppföljare till boken med titeln "Svarta huset". Även den skrevs av Stephen King och Peter Straub. I "Talismanen" är Jack Sawyer en pojke i tonåren och i "Svarta huset" är han en vuxen man.